# Оболенська Віра Аполлонівна
Віра Аполлонівна Макарова, у шлюбі Оболенська (Вікі (фр. Vicky); нар. 11 (24) червня 1911, Баку — пом. 4 серпня 1944, Пльотцензеє, Берлін) — героїня антифашистського руху Опору у Франції.

## Ранні роки
Народилася 1911 року в Баку в родині Аполлона Аполлоновича Макарова, сина Аполлона Аполлоновича Макарова.
З 1920 року жила в еміграції у Франції. Після закінчення школи працювала моделлю, потім секретаркою.
У 1924 році українська художниця Зінаїда Серебрякова написала її портрет.
У 1937 році стала дружиною князя Миколи Олександровича Оболенського (1900—1979), сина генерал-майора Олександра Оболенського, градоначальника Петрограда в роки Першої світової війни. У 1938 році Віра народила сина, названого Аполлоном на честь дідуся.

## Участь у Русі Опору
З початку окупації Франції Німеччиною в 1940 році Віра Оболенська спільно з чоловіком вступила до Руху Опору і увійшла до одного з підпільних гуртків. Цей гурток після об'єднання з іншою групою отримав назву «Цивільна і військова організація» (Organisation Civile et Militaire; скорочено OCM).
Віра Оболенська, відома в підпіллі як Вікі, стала однією з найближчих соратниць гуртка Жака Артю, а після його арешту в грудні 1941 року — нового лідера OCM полковника Альфреда Туні, займаючи пост генеральної секретарки організації.

«Працюючи в підпільній організації, вона збирала інформацію про сили окупантів, допомагала радянським військовополоненим, спрямованим німцями на будівництво  Атлантичного валу… 
 Вона проявила проникливість, далекоглядність і рідкісну холоднокровність, яка не раз рятувало підпільників. Її пам'ять була феноменальною: вона нічого не записувала, але пам'ятала все імена, адреси, паролі. 
 До літа 1943 року підпільна "Цивільна й військова організація" нараховувала в своїх рядах уже 63 тисяч чоловік. Вони діяли в контакті з підпільним „ Братством Нотр-Дам“ і силами „ Вільної Франції“, очолюваними генералом  де Голлем».

ОСМ також займалася розвідувальною діяльністю, організацією втеч і вивезенням за кордон британських військовополонених.
Віра Оболенська опікувалася зв'язками з іншими підпільними групами та координацією спільних дій. Нацисти намагалися впровадити свого агента до організації, але завдяки Вірі Оболенській ця спроба була зірвана.

## Арешт та смерть
Віра Оболенська була заарештована 17 грудня 1943 року на конспіративній квартирі.
У в'язниці їй довгий час вдавалося вводити гестапівських слідчих в оману, а потім вона відмовилася давати будь-які свідчення. Слідчі гестапо прозвали її «Prinzessin — ich weiß nicht» («Княгиня — я не знаю»).

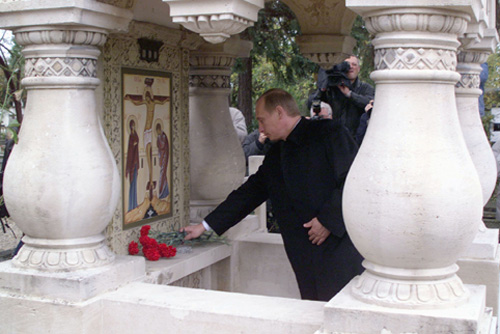
Володимир Путін біля кенотафа Віри Оболенської на російському цвинтарі Сент-Женев'єв-де-Буа в 2000 році

Збереглися свідчення про такий епізод: німецький слідчий з удаваним подивом запитав її, як це російські емігранти-антикомуністи можуть чинити опір Німеччині, котра воює проти комунізму: «Вони з глузду з'їхали, чи що? Який їм сенс бути з голлістами, в цьому комуністичному гнізді? Послухайте, мадам, допоможіть нам краще боротися з нашим спільним ворогом на Сході». На це Оболенська заявила: «Мета, яку ви переслідуєте в Радянському Союзі, — руйнування країни і знищення слов'янської раси. Я росіянка, але виросла у Франції і тут провела все своє життя. Я не зраджу своєї батьківщини, ні країни, яка мене прихистила». Тоді німці взялися за її «антисемітську лінію». «Я християнка, — відповіла їм на це Віра, — і тому не можу бути расисткою».
Після винесення смертного вироку Вірі Оболенський було запропоновано написати прохання про помилування, але вона відмовилася.
В липні 1944 року після висадки союзників у Нормандії Віру Оболенську перевезли до Берліну, де 4 серпня 1944 року о 13 годин стратили на гільйотині у в'язниці Пльотцензеє.
Могили Оболенської немає, але на російському цвинтарі під Парижем в Сент-Женев'єв-де-Буа на честь її пам'ять встановлений кенотаф. Згідно з волею генерала Зиновія Пєшкова, він похований біля підніжжя кенотафа Віри Оболенської на знак поваги до неї та її подвигу.

## Нагороди
- Кавалерський хрест ордена Почесного легіону
- Медаль Опору
- Військовий хрест з пальмовою гілкою
- Орден Вітчизняної війни I ступеня (18.11.1965)